# يان كرونيغ
يان كرونيغ هو لاعب كرة قدم سويسري في مركز قلب الدفاع، ولد في 24 يونيو 2000 في بريغ غيلس في سويسرا. شارك مع منتخب سويسرا تحت 16 سنة لكرة القدم ‏ ومنتخب سويسرا تحت 17 سنة لكرة القدم ومنتخب سويسرا تحت 18 سنة لكرة القدم ومنتخب سويسرا تحت 19 سنة لكرة القدم. أما مع النوادي، فقد لعب مع يانغ بويز.

## وصلات خارجية
- يان كرونيغ على موقع قاعدة بيانات كرة القدم.إي يو (الإنجليزية)
- يان كرونيغ على موقع Soccerway.com (الإنجليزية)
- يان كرونيغ على موقع عالم كرة القدم.نت (الإنجليزية)